# Шалтунай
Шалтунай (Шалтуны; лит. Šaltūnai; польск. Szałtuny) — бывшая деревня, часть города Вильнюса (Литва), находится за Каролинишскими холмами на правом берегу реки Вилии. 
К западу от бывшей деревни, на другом берегу реки находится парк Вингис, к северу от района находится район Каролинишкес, к югу находится бывшая деревня Мишкиняй, а к востоку район Лаздинай. Большая часть района состоит из индивидуальных жилых домов.
В этой местности (точнее - Лаздинай) расположен Литовский центр выставок и конгрессов ЛИТЭКСПО (лит. Lietuvos parodų ir kongresų centras LITEXPO), а также Шалтунский пляж (лит. Šaltūnų paplūdimys).
В районе находится две улицы: К. Ельскё (лит. K. Jelskio gatvė) и Шалтуну (лит. Šaltūnų gatvė). Рядом находится проспект Лайсвес (лит. Laisvės prospektas)

## История
В XIX веке Шалтунай - это государственная деревня в Виленском уезде, в которой проживало 12 католиков. В 1931 году в Решской гмине, в деревне Шалтунай проживало 56 человек.